# Прокопович Борис Васильович
Борис Васильович Прокопович (2 грудня 1935, с. Копачівка, Деражнянський район, Хмельницька область) — кандидат технічних наук (1971), професор (1993), Львівського лісотехнічного інституту у 1961—2002 рр.

## Біографія
Народився 2 грудня 1935 року в с. Копачівка Деражнянського району Кам'янець-Подільської (Хмельницької області) у сім'ї вчителів.
У 1952 році закінчив Деражнянську СШ зі срібною медаллю.
У 1952p вступив до Київського технологічного інституту харчової промисловості, однак після завершення першого курсу залишив навчання, за сімейними обставинами. Пізніше вступив до львівського лісотехнічного інституту, який закінчив у 1958 р. з відзнакою, отримавши кваліфікацію інженера — механіка.
Після завершення навчання був направлений на роботу на Тираспольську меблеву фабрику № 4 (Молдавська РСР), де працював до листопада 1961 р. на різних посадах — від майстра стільцевого цеху до головного інженера.

## Наукова та викладацька діяльність
З листопада 1961 р. до жовтня 1964 р. — аспірант кафедри проектування деревообробних підприємств Львівського лісотехнічного інституту.
У жовтні 1964 р. обраний по конкурсу асистентом, з серпня 1967 р. — старший викладач, а з 1 вересня 1969 р. — доцент кафедри проектування деревообробних підприємств Львівського лісотехнічного інституту.
Дисертацію на здобуття наукового ступеня кандидата технічних наук захистив у травні 1968& р. (керівник Янсон Олексій Іванович). Тема дисертації «Дослідження процесів лаконаливу при опорядженні деревини».
Звання доцента присуджене рішенням ВАКу СРСР у червні 1971 р.
У травні 1973 р. обраний на посаду декана факультету технології деревообробки Львівського лісотехнічного інституту.
З 23 лютого 1984 р. по 30 березня 1994 р. — проректор з навчальної роботи Львівського лісотехнічного інституту.
28 січня 1993 р. рішенням ВАКу Прокоповичу Б. В. присвоєно вчене звання професора кафедри «Технології виробів з деревини».
Після досягнення пенсійного віку, з 1 квітня 1994 р., працював на посаді професора кафедри «Технології виробів з деревини» Львівського лісотехнічного інституту.
Опублікував понад 130 робіт в галузі технології деревообробки, проблем Вищої школи та української наукової термінології. Серед них:
- Прокопович Б. В. Основи проектування столярно-меблевих виробництв. Навчальний посібник. Київ, ІЗМН Міністерства освіти України, 1998. — 303с.
- Прокопович Б. В., Войтович І. Г., Гайда С. В., Кшивецький Б. Я. Тлумачний словник з деревооброблення. — Львів: Ромус-Поліграф, 2002.- 280 с.

## Нагороди
За багаторічну сумлінну працю, особистий внесок у підготовку висококваліфікованих спеціалістів, плідну науково-педагогічну працю нагороджений орденом «Знак пошани» (1986 р.), медаллю «Ветеран праці» (1984 р.), Знаками «Відмінник вищої школи СРСР» (1982 р.) та «Відмінник освіти України» (1995 р.), почесними грамотами Мінліспрому УРСР, МінВУЗу УРСР, та МінВУЗу СРСР.
Помер Борис Васильович 19 березня 2002 р. Похований у м. Львові, Україна.